# Pseudharpinia excavata
Pseudharpinia excavata är en kräftdjursart som först beskrevs av Édouard Chevreux 1887.  Pseudharpinia excavata ingår i släktet Pseudharpinia och familjen Phoxocephalidae. Inga underarter finns listade i Catalogue of Life.